# Marc-René Novi
Marc-René Novi (Nizza, 24 aprile 1913 – Parigi, 28 aprile 2022) è stato un fumettista e sceneggiatore francese.

## Biografia

### Gioventù
Marc-René Novi è nato a Nizza il 24 aprile 1913. Suo padre, Marcel Novi, era un architetto e sua madre, Marie-Louise Reverend, era disoccupata. Trascorre l'infanzia a Nizza. Dopo aver completato gli studi secondari, studia arti decorative a Nizza. Attratto dal disegno e dalle arti grafiche, inizia a interessarsi alla pittura e al disegno, studiando quadri di Van Gogh, Gauguin e Delacroix. Novi era anche un avido lettore di narrativa e durante l'infanzia lesse i classici della letteratura francese: i Petits poèmes di Baudelaire, Les Confessions di Rousseau e varie opere di Victor Hugo. Lo zio, canonico, lo rimproverava per le sue letture. Crescendo, si interessa alle opere di Kafka e Dostoevskij, oltre che ai fumetti, soprattutto di origine americana: inizia a scoprire le opere e i disegni di Milton Caniff (Terry e i Pirati, Steve Canyon) e Alex Raymond (Agente segreto X-9, Flash Gordon), che influenzeranno il suo lavoro. Nel 1942 incontra Louise Pellegrino al Conservatorio d'arte di Nizza, dove lui si dedica alla padronanza del violino e lei studia teatro. Si sposano il 30 aprile 1943 e il loro primo figlio, Michel, nasce nel 1944.

### Inizio carriera
Novi inizia la sua carriera di fumettista e illustratore nel 1945 con le Editions Populaires Monégasques. Unisce le forze con il signor Weinstock, un tipografo che vuole creare una propria casa editrice per bambini. Nello stesso anno, i due uomini iniziano la serie Les Aventures héroïques de Jim au maquis. La striscia era pubblicata in sezioni di 16 pagine. Vengono pubblicati otto numeri della serie. La striscia era firmata da due pseudonimi: il testo era di Polsis e i disegni di London. In realtà, London è lo pseudonimo di Novi, ma il nome può anche riferirsi a diversi artisti in uno studio di disegno. Quindi Novi non fu l'unico artista a produrre disegni per questa pubblicazione. Allo stesso tempo, seguiva corsi d'arte e di disegno per migliorare la qualità della sua grafica.
Oltre a queste pubblicazioni, Novi ha illustrato le copertine della nuova pubblicazione EPM Mon Roman Filmé. Ha iniziato a illustrare le copertine a partire dal numero 25, quando i suoi disegni hanno gradualmente sostituito le vignette delle storie precedentemente utilizzate come copertine. L'EPM pubblica una nuova raccolta intitolata Chasseur de Gang, in cui compare una nuova serie di strisce destinate a un pubblico più adulto. Novi partecipa alla creazione di Aventures sentimentales de Lulu secrétaire pin-up. Di questa serie vengono pubblicati due numeri. Nel 1948 segue la casa editrice monegasca nella sua nuova sede di Parigi. La casa editrice cambia nome in Editions Populaires Modernes (EPM). L'acronimo della società rimane invariato. La casa editrice si trasferisce al 143 di avenue de Suffren e continua a pubblicare le sue varie strisce. Nel 1949, l'EPM lanciò una nuova testata in cui Novi ebbe un ruolo fondamentale. Inizia la pubblicazione della serie Guerre et Maquis. Sulla copertina di questa nuova serie, il nome "Atelier Novi" presenta una sezione dedicata al lavoro di Novi, a dimostrazione del riconoscimento del suo lavoro artistico nella casa editrice di Weinstock. La serie non ebbe successo e scomparve nel 1949. Alla fine del 1950, Weinstock tentò di lanciare una nuova collana per salvare la sua casa editrice, con la partecipazione di Novi, Kalistrate e Goherel. La serie era di scarsa qualità e gli autori erano mal pagati. Grazie al suo lavoro, Novi riesce a tenere a galla la collana e la casa editrice per un po'. Tuttavia, di fronte ai problemi finanziari della casa editrice, la EPM chiude nell'agosto del 1951.
Novi lavora quindi per riviste minori, in particolare La bataille, Le journal de la femme, diretta da Raymonde Machard.
L'autore appartiene alla scuola francese del disegno realista del dopoguerra, con il suo uso dell'ombreggiatura, le sue influenze americane e la sua formazione accademica.

### Rinnovamento professionale
In questo periodo Novi inizia a collaborare con la Société parisienne d'édition (SPE) dei fratelli Offenstadt. Con la SPE illustra Les aventures d'Yvette Le Mesnil, Hôtesse de l'air nella rivista Fillette a partire dal 1950. Novi ha continuato a lavorare per SPE, illustrando Le secret de la mare aux biches, un racconto fantastico di Julianne Ossip. Novi ha lavorato anche ad altri progetti illustrati come Correspondante de guerre e La case de l'oncle Tom, oltre a La petite fée des ondes. Partecipa attivamente alla creazione della nuova collezione Mondial Aventures proposta da SPE. Per la collezione disegna anche adattamenti a fumetti di racconti e classici della letteratura: nel 1954, La merveilleuse aventure de John Davys di Alexandre Dumas; nel 1955, Quo vadis? di Henryk Sienkiewicz, Les Misérables di Victor Hugo e Salammbô di Gustave Flaubert.
A Parigi, Novi ha trascorso un periodo all'Atelier 63 accanto a Raymond Poivet, Guy Mouminoux, Christian Gaty, Robert Gigi e Jean-Claude Forest. Forest ammette di essere stato influenzato dal lavoro di Novi. Per la rivista Pilote, è stato illustratore di Ralph Lemordant nel 1963. Tra il 1964 e il 1969, Novi lavora per il gruppo di stampa Châteaudun. In collaborazione con lo sceneggiatore Marijac, crea fumetti come La Guêpe nel 1964, Natacha nel 1965, Commissaire Jupon nel 1966, Le bal du Gouverneur nel 1967, La fille au Fusil nel 1968 e nel 1969 illustra La Chouette per Frimousse. Nel 1970, dopo una pausa dovuta a una malattia, Novi riprende a disegnare e si unisce alla casa editrice Fleurus. Fleurus lancia la sua nuova pubblicazione Formule 1, che sostituisce J2 Jeunes nel 1970. Per un periodo di cinque anni, Novi contribuisce e pubblica diversi disegni. Novi collaborò e pubblicò diversi disegni per la rivista. Nello stesso periodo, Le Journal de Mickey iniziò a creare un team di disegnatori per pubblicare le avventure degli eroi ricorrenti in Francia. Novi, Follet, Mortier e Gaty iniziarono a lavorare per la rivista. Novi collaborò con Jean-Pierre Enard per realizzare la striscia Régis Flamant. Di questa serie furono pubblicati solo tre episodi. L'anno successivo partecipa alla raccolta Amours Célèbres, illustrando La Périchole in collaborazione con Yves Grosrichard, responsabile dei testi della serie. La serie ebbe breve durata e Novi passò ad altri progetti.  Novi si ammala di nuovo e produce pochi disegni. Tra il 1978 e il 1979 pubblica la striscia Landru con Circus, basata su una sceneggiatura di Biélot. Questa striscia segna le ultime pubblicazioni dell'artista. Landru è stato l'unico albo di Novi e non ha goduto di grande successo o fama. L'anno successivo illustra la striscia Viva Vivero per la rivista Chouchou. Ha lavorato sporadicamente anche per diverse riviste e giornali, tra cui Publi-Vog all'inizio della sua carriera, poi France Soir, La vie en Fleur, Éditions Vaillant e Éditions de Montsouris.

### Fine carriera
Negli anni Ottanta, Novi diventa illustratore per Hachette. Disegna le copertine dei libri di Simenon per Presses de la cité. Continua poi a lavorare come illustratore per Nathan. Presso questa casa editrice, è responsabile dell'illustrazione delle copertine dei libri polizieschi proposti da Nathan nella collezione "PJ", per quattro titoli.
A partire dagli anni Ottanta, la salute dell'illustratore si deteriora. Novi, affetto dal morbo di Alzheimer, non può più esercitare la sua professione. Indebolito, si ritira dalla vita artistica e smette di produrre illustrazioni. Muore il 28 agosto 2002 nella sua casa di Parigi. Nel numero di settembre 2003 della rivista Hop! gli è stato dedicato un servizio.

### Post mortem
Novi è un fumettista a volte dimenticato. Durante la sua carriera, non ha intrapreso la creazione di una grande serie di fumetti in corso. L'autore non ha creato alcun personaggio iconico nelle sue pubblicazioni. Inoltre, non ha lavorato per nessuna delle principali riviste illustrate, il che gli ha impedito di diventare un nome noto, nonostante un periodo con Vaillant e Pilote. Novi è rimasto un autore piuttosto modesto e schivo, lontano dai riflettori, il che ha contribuito alla sua emarginazione nel mondo del fumetto.

## Opere
Pubblicata dll' Éditions populaires monégasques / Éditions populaires modernes (EPM
- Les aventures de Jim au Maquis, numéro 1 à 8 à partir de 1945.
- Collection Mon roman filmé, 1945-1949.
- Collection Chasseur de gang, 4 publications, 1947
- Le yacht sans pilote, 1948.
- Les aventures sentimentales de Lulu secrétaire pin-up, 2 numéros, mars 1947-48.

Pubblicato dalla Société parisienne d'édition (SPE)
- Les sept aventuriers, 11 août 1949, Fillette.
- Yvette Le Mesnil hôtesse de l'air, du numéro 181 à 202, à partir du 5 janvier 1950, Fillette.
- Les aventures du Capitaine Le Rouge, 6 pages, 1er novembre 1949, Le journal des Pieds Nickelés.
- Le mas perdu, 8 pages, 1er octobre 1950, Le journal des Pieds Nickelés.
- Le secret de la mare aux biches, numéro 219 (28/09/50) au numéro 229 (07/12/50) , Fillette.
- Le duel de Monsieur de Casterac, 7 pages, 1er novembre 1950, Le journal des Pieds Nickelés.
- Ne tirez pas sur le pianiste, 1er décembre 1950, Le journal des Pieds Nickelés.
- Simpang, le pirate malais, 6 pages 1er janvier 1951, Le journal des Pieds Nickelés.
- Un duel à l'américaine, 8 pages, 1er mars 1951, Le journal des Pieds Nickelés.
- Le mystère des faisans bleus, 18 pages, 10 mai 1951, l’Épatant.
- Le mystère des faisans bleus - Ressuscités, 21 juin 1951, l’Épatant.
- L'île de la mort lente,14 pages, 23 août 1951, l’Épatant.
- Salammbô, 44 planches, Mondial Aventures, 1953
- Correspondante de guerre, numéro 277 (08/11/51) au numéro 299 (10/04/52), Fillette.
- L'insaisissable Jessica, mars 1953, Fillette Spécial (Almanach)
- La Case de l'oncle Tom, numéro 367 (30.07.53) au numéro 389 (31/12/53) , Mondial Aventures.
- La merveilleuse aventure de John Davys, 1954, Mondial Aventures.
- Quo Vadis?, couverture et deux pages de présentation, 1955, Mondial Aventures.
- Les misérables, 1955, Mondial Aventures.
- Marc et le club des Robinsons, 7 planches, août 1966, 15 ans.
- Kidnapping à Paris, 10 planches, août 1967, 15 ans.
- Le portefeuille, 10 planches août 1968, 15 ans.

Pubblicato dall'Éditore Dargaud
- Elisabeth Blackwell femme médecin, 21 février 1962, LINE le journal des chics filles
- Le mouchoir de linon rose, 28 novembre 1962, LINE le journal des chics filles
- Un cadeau n'est jamais perdu, 20 février 1963, LINE le journal des chics filles

Pubblicato dall'Édizioni de Chateaudun
- La Guêpe, du numéro 142 (17 mars 1964) au numéro 155 (15 septembre 1964), 157 planches et 142 couvertures, Frimousse.
- Natacha, du numéro 185 (9 novembre 1965) au numéro 194 (15 mars 1966) 118 planches et couvertures des numéros 185,188,189, Frimousse.
- Commissaire jupons, du numéro 197 (25 avril 1966) au numéro 201 (21 juin 1966), 61 planches et couverture du numéro 197, Frimousse.
- L’ange rouge de la concierge, du numéro 202 (5 juillet 1966) au numéro 209 (11 octobre 1966), 94 planches et couverture du numéro 202, Frimousse.
- Anne-Marie Surcouf, du numéro 211 (8 novembre 1966) au numéro 215 (3 janvier 1967), 61 planches et couverture du numéro 212, Frimousse.
- Le bal du gouverneur, du numéro 225 (23 mai 1967) au numéro 228 (4 juillet 1967), 63 planches et couverture du numéro 227 Frimousse.
- La fille au fusil,du numéro 240 (mai 1968) au numéro 241 (juin 1968), 60 planches, Frimousse.
- La chouette, du numéro 248 (janvier 1969) au numéro 249 (février 1969) , 62 planches, Frimousse.

Opere varie
- Le dernier vol, 3 planches, 16 novembre 1958, Vaillant
- Le trésor des libertadors, 18 janvier 1959, Vaillant.
- Ralph Lemordant journaliste, 1963-1964, Pilote.
- La Périchole, 1971, France Soir
- Bonne chance professeur Flamant , 30 planches entre 1972-1974, Le journal de Mickey.

## Versioni online
- Les Aventures Héroïques de Jim au Maquis: nº 5, Le tank de paille, 1 marzo 1946, 1er mars 1946.
- (en) "Les Aventures sentimentales de Lulu, secrétaire pin-up #1 en intégralité" [archive], at Eureka